# وعاء

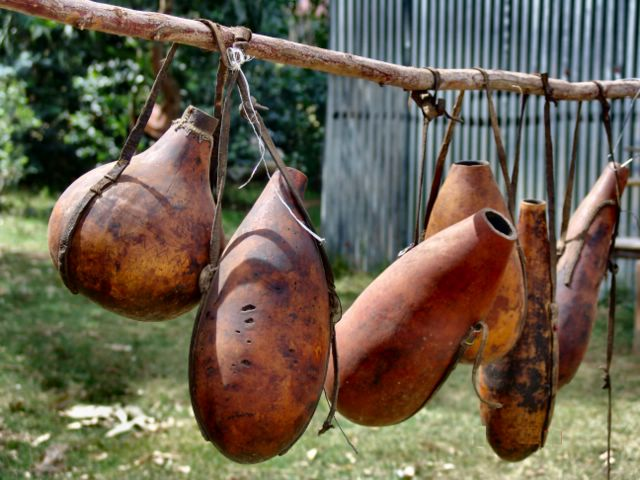
حاويات مصنوعة من القرع في كينيا.

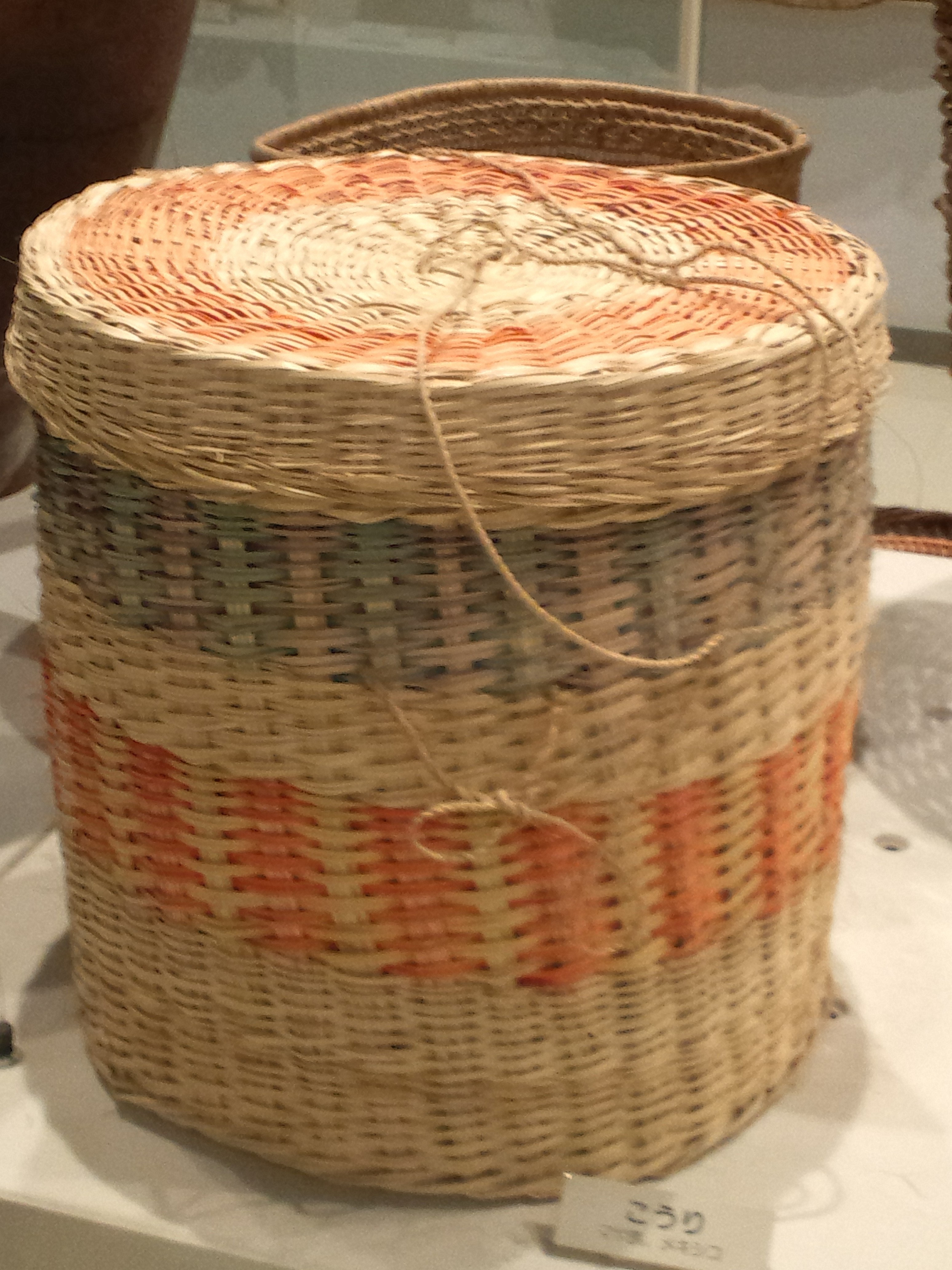
سلة منسوجة من شعب المايا في المكسيك.

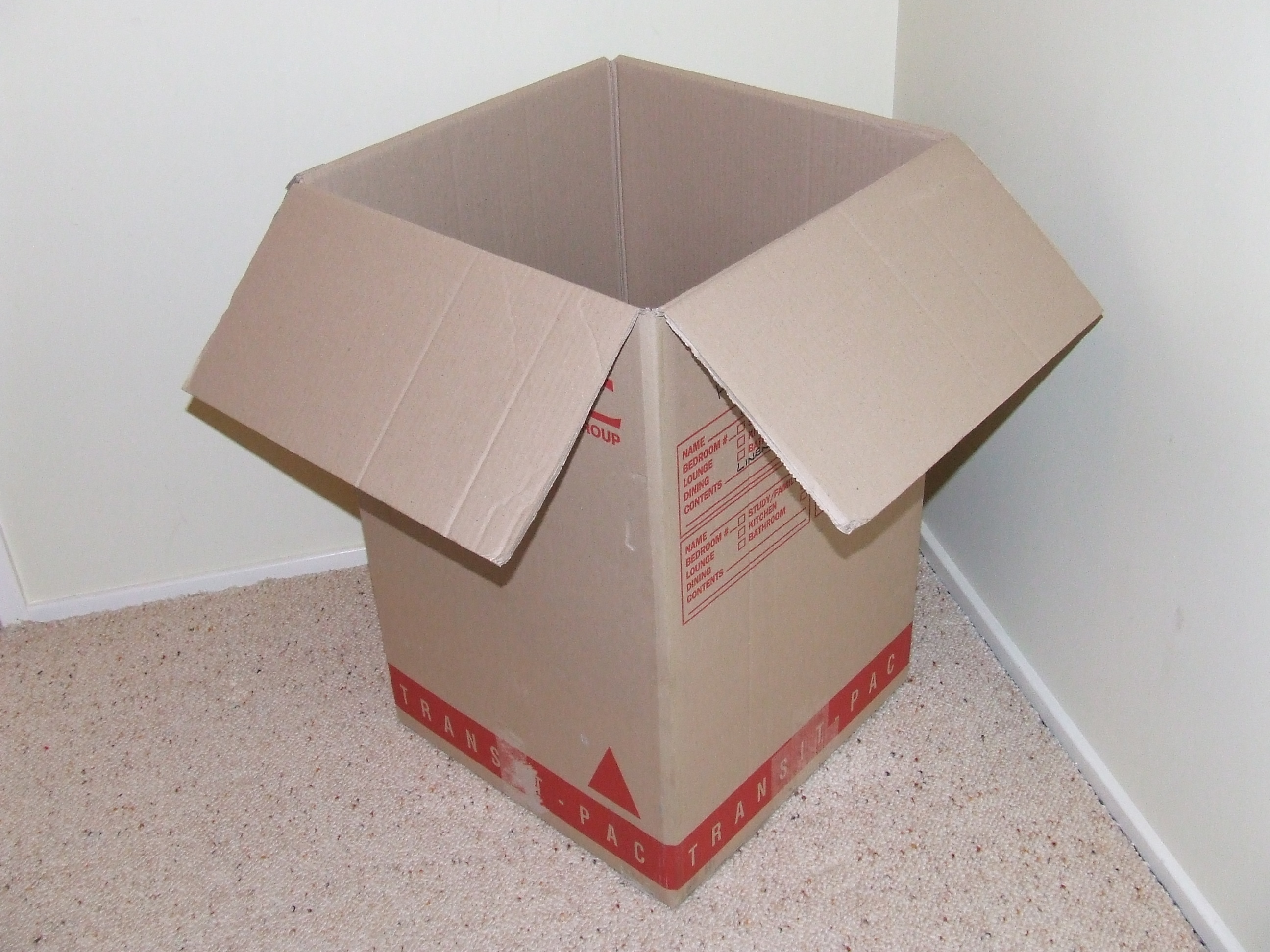

الوعاء أو الحاوية هي أحد الأدوات الأساسية التي تتكون من أي جهاز يخلق مساحة مغلقة جزئياً أو كلياً يمكن استخدامها لاحتواء وتخزين وتغليف ونقل الأشياء أو المواد. وتشمل ذلك في التجارة وهو «أي وعاء أو حاوية لعقد منتج يستخدم في التعبئة والتغليف والشحن». الأشياء التي يتم الاحتفاظ بها داخل الحاوية محمية من خلال كونها داخل هيكلها. ويطبق هذا المصطلح في أغلب الأحيان على الأجهزة المصنوعة من مواد دائمة ومتينة جزئياً على الأقل.

## التاريخ
استخدم البشر الأوعية لمدة 100,000 سنة على الأقل، وربما لملايين السنين. ربما كانت أول الحاويات قد اخترعت لتخزين المواد الغذائية، مما يسمح للإنسان في وقت مبكر بالحفاظ على المزيد من الطعام لفترة أطول، أو لحمله بسهولة أكبر، وأيضاً لحمايته من الحيوانات الأخرى. وكان تطوير حاويات تخزين الأغذية ذا أهمية كبيرة لتطور السكان البشر، وكان سلوكاً مبتكراً تماماً لم يسبق رؤيته في الأشياء الرئيسية الأخرى. وربما كانت أولى الحاويات موجودة في الطبيعة كانت مثل القرع المجوف، والتي تم العثور على أمثلة بدائية في ثقافات مختلفة مثل تلك التي كانت عند سكان هاواي الأصليين. وأعقب ذلك سلال منسوجة، وخشب منقوش، وفخار.
وواصلت الحاويات بعد ذلك تطورها جنباً إلى جنب مع أوجه التقدم ذات الصلة في مجال التكنولوجيا البشرية، ومع استحداث مواد جديدة ووسائل جديدة لصنعها. وقد تم إنتاج الزجاجات المبكرة من قبل الفينيقيين. وتم العثور على عينات من الزجاجات الشفافة في قبرص وهي تتفاوت عموما في الطول من ثلاث إلى ست بوصات. كان يعتقد أن هذه الأمثلة الفينيقية من الألفية الأولى قبل الميلاد وكانت تستخدم لاحتواء العطور. كما تعلم الرومان صناعة الزجاج من الفينيقيين وأنتجوا أمثلة كثيرة على زجاجات شفافة رفيعة، معظمها صغيرة نسبياً. وبحلول بداية القرن الثامن عشر، أصبحت أحجام حاويات الشحن مثل القوارير الزجاجية موحدة لأسواقها.
في عام 1810، جاء الفرنسي فيليب دي جيرار إلى لندن واستخدم التاجر البريطاني بيتر دوراند كعامل لبراءة فكرته الخاصة لعملية صنع علب الصفيح. واستند مفهوم تعليب على العمل التجريبي حفظ الأغذية في حاويات الزجاج في العام السابق من قبل المخترع الفرنسي نيكولاس أبيرت. لم يتابع دوراند تعليب الطعام، ولكن في عام 1812، باع براءة اختراعه إلى اثنين من الإنجليزيين هما برايان دونكين وجون هول، الذين قاموا بتنقيح العملية والمنتج، وأقاموا أول مصنع تعليب تجاري في العالم على طريق ساوث بارك بارك، لندن. وبحلول عام 1813 كانوا ينتجون أول سلعهم المعلبة من القصدير للبحرية الملكية.
وفيما يتعلق بنقل البضائع على نطاق أوسع، لا تزال الحاويات الأكبر حجماً تمثل مشكلة، حيث يتعين على موظفي الجمارك الذين يتفقدون الواردات أن يتعاملوا مع نقص التوحيد القياسي في هذا الميدان، ولأن الحاويات الخشبية في الغالب المستخدمة في القرن العشرين كانت عرضة للتسريب أو الانكسار . وقد وضعت حاوية الشحن الصلب الموحدة في عقد الخمسينات من القرن العشرين، وسرعان ما أصبحت في كل مكان لنقل البضائع التجارية على نطاق واسع.
وقد ساعد إدخال التصميم بمساعدة الحاسوب على تصميم حاويات متخصصة للغاية وترتيبات الحاويات، وكذلك وضع بطاقات تركيبية على حاويات ذات أشكال غير عادية.